# Mazamitla
Mazamitla es una localidad del estado mexicano de Jalisco. Es cabecera del municipio de Mazamitla.

## Demografía
| Gráfica de evolución demográfica |
|                                  |

| Censo | Población |
| ----- | --------- |
| 1900  | 1 614     |
| 1910  | 1 402     |
| 1921  | 1 442     |
| 1930  | 1 555     |
| 1940  | 1 855     |
| 1950  | 2 466     |
| 1960  | 3 339     |
| 1970  | 3 806     |
| 1980  | 2 389     |
| 1990  | 5 470     |
| 2000  | 6 286     |
| 2010  | 7 865     |
| 2020  | 8 142     |